# 67 км (зупинний пункт, Південна залізниця)
67 кіломе́тр — пасажирський залізничний зупинний пункт Полтавської дирекції Південної залізниці на лінії Бахмач-Пасажирський — Лохвиця.
Розташований у с. Ріпки Роменського району Сумської області між станціями Рогинці (4 км) та Ромни (10 км).
На платформі зупиняються приміські поїзди.